# Alto de las Barracas
L'Alto de las Barracas és el sostre del País Valencià amb 1.838 msnm. El cim s'eleva 23 m per damunt del mític Penyagolosa. Es troba entre la comarca del Racó d'Ademús i la província de Terol. S'emmarca dins de la serralada de Javalambre. El cim va ser anomenat erròniament durant molts anys Cerro Calderón per un error en la cartografia del segle xx.

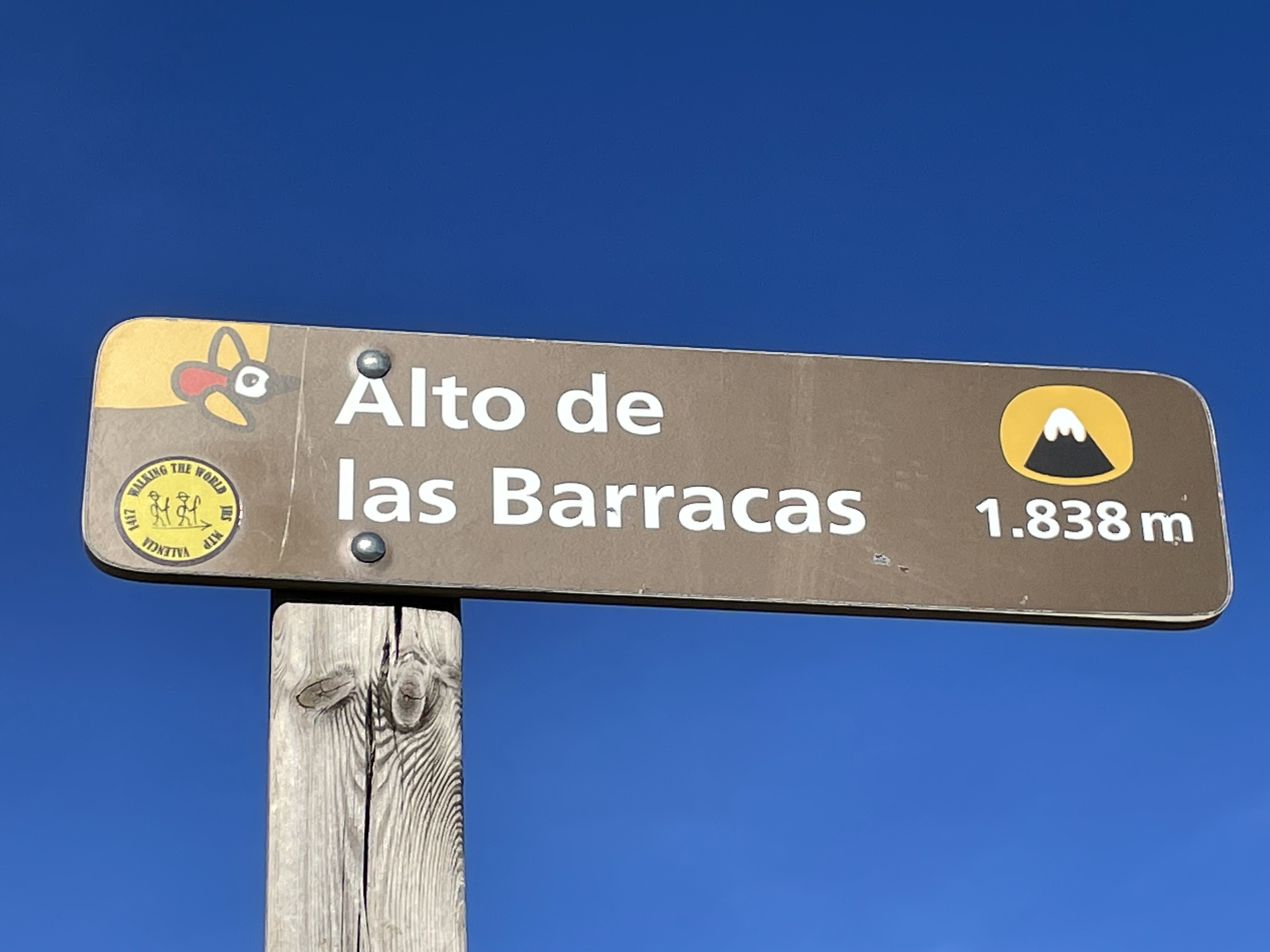
Nomenclatura oficial del cim del Parc Natural